# Tori Polk
Tori Polk (ur. 21 września 1983) – amerykańska lekkoatletka specjalizująca się w skoku w dal.
Medalistka mistrzostw Stanów Zjednoczonych.

## Osiągnięcia
| Rok  | Impreza                   | Miejsce     | Lokata            | Wynik |
| ---- | ------------------------- | ----------- | ----------------- | ----- |
| 2011 | Mistrzostwa świata        | Daegu       | el. – 33. miejsce | 5,66  |
| 2011 | Igrzyska panamerykańskie  | Guadalajara | 7. miejsce        | 6,34  |
| 2013 | Mistrzostwa świata        | Moskwa      | 8. miejsce        | 6,73  |
| 2014 | Halowe mistrzostwa świata | Sopot       | 5. miejsce        | 6,61  |

## Rekordy życiowe
| Konkurencja          | Wynik | Data             | Miejsce     |
| -------------------- | ----- | ---------------- | ----------- |
| Skok w dal – stadion | 6,75  | 11 czerwca 2011  | Clermont    |
| Skok w dal – stadion | 6,75  | 10 sierpnia 2013 | Moskwa      |
| Skok w dal – hala    | 6,70  | 22 lutego 2014   | Albuquerque |